# Autobahndreieck Erfttal
Das Autobahndreieck Erfttal ist ein Autobahndreieck in Nordrhein-Westfalen, das sich südwestlich von Köln befindet. Hier zweigt die Autobahn 61 in Richtung Mönchengladbach von der Autobahn 1 ab.

## Geographie
Das Dreieck liegt auf dem Gebiet der Stadt Erftstadt, unweit vom namensgebenden Fluss Erft entfernt. Die umliegenden Städte sind Kerpen, Brühl und Hürth. Es liegt am südwestlichen Rand der Metropolregion Rhein-Ruhr.

## Besonderheiten
Das Autobahndreieck Erfttal beschließt den Teil der A1 ab dem Autobahnkreuz Bliesheim, der auf einer Trasse zusammen mit der A 61 verläuft. Kurz vor dem Dreieck befindet sich die Autobahnausfahrt Erftstadt, die auf die Bundesstraße 265 und zu den beiden Ortsteilen Liblar und Lechenich führt.
Die A61 überquert direkt hinter dem Dreieck die A1 und führt in Richtung Nordwesten zur Autobahnausfahrt Gymnich. Folgt man der A 1 in Richtung Köln, so überquert man zuerst die Erft, bevor man den Naturpark Rheinland im Bereich Ville erreicht.

## Verkehrsaufkommen
| Von               | Nach                    | Durchschnittliche tägliche Verkehrsstärke | Durchschnittliche tägliche Verkehrsstärke | Durchschnittliche tägliche Verkehrsstärke | Anteil Schwerlastverkehr | Anteil Schwerlastverkehr | Anteil Schwerlastverkehr |
| Von               | Nach                    | 2005                                      | 2010                                      | 2015                                      | 2005                     | 2010                     | 2015                     |
| ----------------- | ----------------------- | ----------------------------------------- | ----------------------------------------- | ----------------------------------------- | ------------------------ | ------------------------ | ------------------------ |
| AS Hürth (A 1)    | AD Erfttal              | 52.300                                    | 48.900                                    | 51.800                                    | 14,7 %                   | 13,6 %                   | 11,4 %                   |
| AD Erfttal        | AS Erftstadt (A 1/A 61) | 87.100                                    | 89.800                                    | 74.000                                    | 18,3 %                   | 18,8 %                   | 14,7 %                   |
| AS Gymnich (A 61) | AD Erfttal              | 43.600                                    | 41.300                                    | 43.600                                    | 20,4 %                   | 19,7 %                   | 21,5 %                   |

## Beschädigungen durch Hochwasser 2021
Am 16. Juli 2021 brachen durch das Hochwasser der Erft Teile der Böschung, der Lärmschutzwand und des Standstreifens der nördlichen Fahrbahn der A 61 auf Höhe des Abzweigs Erfttal ab und fielen in den Fluss. Die Erft beschreibt an dieser Stelle eine Kurve und verläuft nur wenige Meter neben der Autobahn (siehe Lagekarte).
Alle Fahrbeziehungen der A1 und der A61 waren davon betroffen:
- Vollsperrung der A1 in Fahrtrichtung Koblenz zwischen dem Autobahnkreuz Köln-West und dem Autobahndreieck Erfttal (bis 23. Dezember 2021[6])
- Vollsperrung der A1 in Fahrtrichtung Dortmund zwischen dem Autobahndreieck Erfttal und der Anschlussstelle Hürth (bis April 2022[7])
- Vollsperrung der A61 in beiden Richtungen zwischen dem Autobahnkreuz Kerpen über das Autobahndreieck Erfttal bis zum Autobahnkreuz Meckenheim (in Fahrrichtung Koblenz bis September 2021, in Fahrrichtung Mönchengladbach bis Dezember 2021[8])